# Vélez-Blanco
Vélez-Blanco är en ort i Spanien.   Den ligger i provinsen Provincia de Almería och regionen Andalusien, i den sydöstra delen av landet, 300 km söder om huvudstaden Madrid. Vélez-Blanco ligger 1 073 meter över havet och antalet invånare är 2 044.
Terrängen runt Vélez-Blanco är kuperad. Runt Vélez-Blanco är det ganska glesbefolkat, med 22 invånare per kvadratkilometer. Närmaste större samhälle är Velez Rubio, 5,1 km söder om Vélez-Blanco. Trakten runt Vélez-Blanco består till största delen av jordbruksmark.